# Fort Lind Point
Le Fort Lind Point est un fort colonial situé au nord-ouest de Cruz Bay dans les Îles Vierges des États-Unis. 

## Historique
Il fut construit par les Britanniques et comprenait une batterie militaire pendant les guerres napoléoniennes. Le site comprend une ruine de terrassement semi-circulaire. Le site est protégé et se situe dans le Parc national des Îles Vierges.